# Shawnee Township (Cape Girardeau County, Missouri)
Die Shawnee Township ist eine von 10 Townships im Cape Girardeau County im Südosten des US-amerikanischen Bundesstaates Missouri. Das U.S. Census Bureau hat bei der Volkszählung 2020 eine Einwohnerzahl von 4312 ermittelt.

## Geografie
Die Shawnee Township liegt am Westufer des Mississippi, der die Grenze zu Illinois bildet. Die Mündung des Ohio bei Cairo an der Schnittstelle der Bundesstaaten Missouri, Illinois und Kentucky befindet sich rund 90 km südöstlich.
Die Shawnee Township liegt auf 37°30′54″ nördlicher Breite und 89°36′51″ westlicher Länge und erstreckt sich über 239,21 km², die sich auf 234,05 km² Land- und 5,16 km² Wasserfläche verteilen. 
Im Südosten der Shawnee Township befindet sich der Trail of Tears State Park, dessen südliche Hälfte bereits in der Randol Township liegt.
Die Shawnee Township grenzt innerhalb des Cape Girardeau County im Süden an die Randol Township, im Südwesten an die Byrd Township und im Westen an die Apple Creek Township. Im Norden grenzt die Township an das Perry County; im Osten bildet der Mississippi die Grenze zum Union County in Illinois.

## Verkehr
Durch den Südwesten der Township verläuft die Interstate 55, die die kürzeste Verbindung von St. Louis nach Memphis bildet. Parallel dazu verläuft der U.S. Highway 61, von dem die Missouri State Route 177 in östlicher Richtung abzweigt.
Durch die Shawnee Township verläuft eine Eisenbahnlinie der BNSF Railway, die entlang des gesamten Laufs des Mississippi führt.
Der nächstgelegene Flughafen ist der rund 35 km südlich der Township gelegene Cape Girardeau Regional Airport.

## Bevölkerung
Bei der Volkszählung im Jahr 2010 hatte die Township 3910 Einwohner. Neben Streubesiedlung existieren innerhalb der Shawnee Township folgende Siedlungen:
Village
- Pocahontas

Unincorporated Communities
| - Fruitland1 - Leemon - Moccasin Springs | - Neelys Landing - New Wells - Shawneetown |

1- zu einem kleinen Teil in der Byrd Township